# Трудовий (Чаїнський район)
Трудови́й (рос. Трудовой) — селище у складі Чаїнського району Томської області, Росія. Входить до складу Підгорнського сільського поселення.

## Населення
Населення — 99 осіб (2010; 93 у 2002).
Національний склад (станом на 2002 рік):
- росіяни — 93 %